# Tha Blue Carpet Treatment
The Blue Carpet Treatment – ósmy studyjny album amerykańskiego rapera Snoop Dogga. Został wydany 21 listopada 2006 roku.
Po raz pierwszy od 5 lat Snoop pracował nad materiałem wspólnie z Dr. Dre. „T.B.C.T”. Album ten to tzw. „powrót do korzeni”, pozbawiony komercyjnych i popowych brzmień, obecnych na kilku poprzednich płytach artysty. Sprzedaż albumu była niska, do tej pory w USA sprzedano ponad 800 tys., zaś na świecie 1,1 miliona egzemplarzy. „Blue Carpet” w tytule albumu odnosi się do powiązań Snoop Dogga z gangiem Crips, ponieważ znakiem rozpoznawczym gangu jest kolor niebieski. Podczas tworzenia albumu Snoop współpracował m.in. z R. Kelly, Ice Cube, Pharrell, D’Angelo, Akon, B-Real, Cypress Hill, a nawet ze Stevie Wonderem.

## Lista utworów
| #  | Tytuł                         | Producent                   | Gościnnie                                    | Czas |
| -- | ----------------------------- | --------------------------- | -------------------------------------------- | ---- |
| 1  | „Intrology”                   | Battlecat                   | George Clinton                               | 1:59 |
| 2  | „Think About It”              | Frequency                   |                                              | 5:37 |
| 3  | „Crazy”                       | Fredwreck                   | Nate Dogg                                    | 4:26 |
| 4  | „Vato”                        | The Neptunes                | B-Real                                       | 4:44 |
| 5  | „That’s That Shit”            | Nottz                       | R. Kelly                                     | 4:17 |
| 6  | „Candy (Drippin’ Like Water)” | Rick Rock                   | E-40, MC Eiht, Goldie Loc & Tha Dogg Pound   | 4:48 |
| 7  | „Get a Light”                 | Timbaland, Nisan Stewart    | Damian Marley                                | 3:41 |
| 8  | „Gangbangin’ 101”             | Niggaracci                  | The Game                                     | 4:01 |
| 9  | „Boss’ Life”                  | Dr. Dre                     | Nate Dogg                                    | 3:22 |
| 10 | „L.A.X.”                      | Battlecat                   | Ice Cube                                     | 3:21 |
| 11 | „10 Lil’ Crips”               | The Neptunes                |                                              | 3:15 |
| 12 | „'Round Here”                 | Dr. Dre                     |                                              | 3:42 |
| 13 | „A Bitch I Knew”              | Rhythum D, Battlecat        | Traci Nelson                                 | 4:32 |
| 14 | „Like This”                   | Soopafly                    | Western Union, LaToiya Williams & Raul Midón | 3:56 |
| 15 | „Which One of You”            | 1500, Soopafly              | Nine Inch Dix                                | 3:32 |
| 16 | „I Wanna Fuck You”            | Akon                        | Akon                                         | 2:59 |
| 17 | "Psst!”                       | N8 & Brainz                 | Jamie Foxx                                   | 2:59 |
| 18 | „Beat Up on Yo’ Pads”         | Mr. Porter, DJ DDT-Da Busta |                                              | 2:57 |
| 19 | „Don’t Stop”                  | THX, Chris Goodman          | The Warzone & Kurupt                         | 3:22 |
| 20 | „Imagine”                     | Dr. Dre, Mark Batson        | Dr. Dre & D’Angelo                           | 4:42 |
| 21 | „Conversations”               | DJ Pooh, Stevie Wonder      | Stevie Wonder, Azuré                         | 3:38 |